# Oncativo
Oncativo è una città dell'Argentina nella provincia di Córdoba. È situata a 69 km dalla capitale provinciale Córdoba e a 628 km da Buenos Aires

## Storia
La città non ha una data precisa di fondazione, ma si ritiene che sia sorta con l'arrivo in zona della ferrovia nel 1869. Successivamente fu popolata da famiglie provenienti da Spagna e Italia.